# Julius Fehr
Julius Fehr (* 26. Juni 1855 in Großeicholzheim; † 20. Dezember 1900 in Mannheim) war ein deutscher Maler.

## Leben und Werke
Julius Fehr war einer von zwei Söhnen des Großeicholzheimer Lithographen Jakob Fehr und dessen Ehefrau Magdalena, geb. Hettinger. Sein Bruder Friedrich Emil Fehr starb schon im Kindesalter. Schon Julius Fehrs Vater hatte die Landwirtschaft aufgegeben, von der die Familie bisher gelebt hatte. Julius Fehr, der ihm wahrscheinlich zunächst in der lithographischen Anstalt im Haus der Familie in der Butzengasse 2 in Großeicholzheim zur Hand gegangen war, absolvierte ein Studium. Ab 1877 besuchte er die Karlsruher Kunstakademie ausgebildet, ab 1880 die Kunstakademie in München.
Neben der Genremalerei pflegte Fehr die Porträtkunst. Im Alter von 23 Jahren schuf er ein ausdrucksvolles Porträt seines Großvaters Hann-Friedrich Fehr. Das Ölgemälde dürfte, so Peter Assion, unter dem Einfluss des Wiener Malers Hans Canon entstanden sein, der zu dieser Zeit in Karlsruhe lehrte. Im Zeichnen vervollkommnete er sich wahrscheinlich unter der Anleitung seines Lehrers Ludwig Des Coudres, als weitere Lehrer in Karlsruhe kommen Karl Hoff, Theodor Poeckh und Ernst Hildebrand in Frage.
Julius Fehr unternahm nach Beendigung seines Studiums wahrscheinlich eine Reise nach Italien und ließ sich anschließend, wohl um 1886, in Stuttgart nieder. In der dortigen Stiftskirche wurde er am 29. September 1891 mit Olga Lewering getraut. Aus der Verbindung gingen drei Töchter hervor, von denen die älteste, Elisabeth, 1892 noch in Stuttgart geboren wurde, die zweite, Olga Magdalena, jedoch nur ein gutes Jahr später im Geburtsort des Künstlers. Die dritte Tochter, Ida Paulina, wurde 1895 ebenfalls in Großeicholzheim geboren. Julius Fehr war vielleicht auf Wunsch seines Vaters in seinen Heimatort zurückgezogen, um die lithographische und photographische Anstalt in der Butzengasse 2 weiterzuführen.
Aus dieser Lebensphase Julius Fehrs stammt eine großformatige Lithographie mit einer Ortsansicht von Adelsheim, die im väterlichen Betrieb, aber offenbar nach einer Zeichnung des Sohnes, hergestellt wurde. Julius Fehr erhielt in seiner Heimat offenbar auch Malaufträge von kirchlicher Seite. Im Stil der Nazarener ist ein großes Altarbild für die evangelische Kirche Großeicholzheim gehalten, das bis zur Renovierung in den 1970er Jahren dort im Chorraum hing. Es zeigt Christus zwischen Maria und Martha unter dem Bibelzitat „Eins ist Noth“. Das Bild dürfte 1895 oder 1896 entstanden sein. Damals war nach einem Blitzeinschlag eine Renovierung der Kirche notwendig geworden. Assion beruft sich auf familiäre Überlieferungen, wenn er vermutet, dass auch zwei Bilder für die Kirche des Nachbarortes Bödigheim von Julius Fehr stammten. Sie zeigten Isaaks Opferung und Jesu Taufe im Jordan, wurden in Bödigheim dem Maler Martin Hofert zugeschrieben und 1964/65 aus der Kirche entfernt.

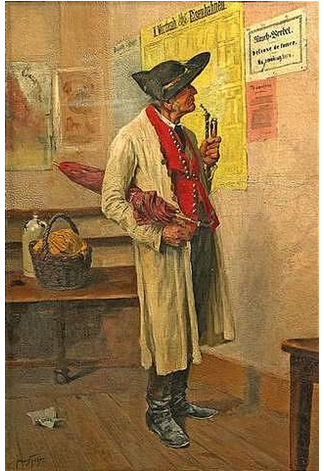
Rauch-Verbot

Ferner stammen viele seiner Genrebilder aus der Zeit in Großeicholzheim. Wie schon sein Vater bildete Julius Fehr auf seinen Bildern häufig Szenerien aus seiner Heimat, dem Bauland, ab. Seine Werke gehören allerdings größtenteils der Porträt- und der Genremalerei an; zum Teil ist aus ihnen auch deutliche Kritik an gesellschaftlichen Zuständen abzulesen, etwa aus dem Bild Der Winkeladvokat, auf dem zu sehen ist, wie zwei unbedarfte Bauern von einem Juristen übers Ohr gehauen werden.

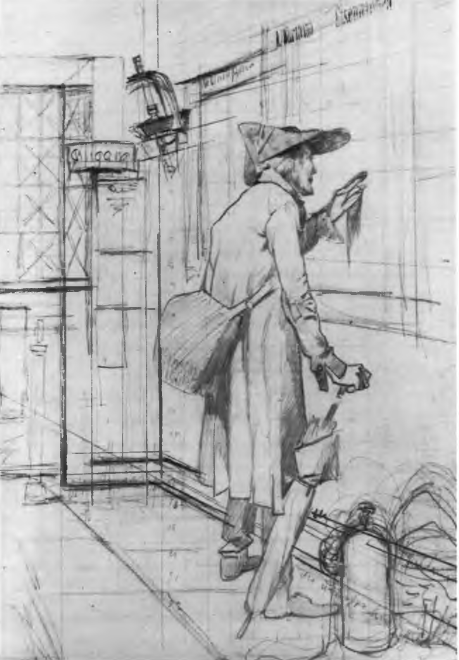
Julius Fehr, Bauer im Wartesaal. Bleistiftskizze

Überhaupt zeigte Julius Fehr in seinen Bildern oft Landwirte aus der alten Zeit, die mit den Neuerungen ihrer Epoche Schwierigkeiten haben: Ein anderer Bauer auf einem von Julius Fehrs Gemälden steht offenbar in einem Bahnhof und betrachtet interessiert – und die rauchende Pfeife in der Hand – einen Anschlag, der mit den fett gedruckten Worten „Rauch-Verbot“ beginnt. Ähnlich angelegt war ein Gemälde, das sich bis zum Zweiten Weltkrieg im Verkehrsmuseum Nürnberg befand und in den Kriegswirren offenbar verlorenging oder zerstört wurde: Der erste Fahrplan der Königlich Württembergischen Staatsbahnen zeigte einen Bauern, der offenbar Schwierigkeiten hatte, den Fahrplan zu lesen. Eine Bleistiftskizze entsprechenden Inhalts ist erhalten geblieben. Nachbildungen des Nürnberger Bild wurden von der Deutschen Bundesbahn zu Werbezwecken verwendet. Auch das Bild Kasperletheater stammt aus Julius Fehrs Großeicholzheimer Zeit. Landschafts- und Architekturbilder sind in geringerer Zahl überliefert. Immerhin schuf Fehr ein Aquarell, das die Butzengasse, seine Heimat, zeigte. In einem Garten in der Nähe seines Vaterhauses hatte er sich ein Atelier eingerichtet, das in den 1930er Jahren abgerissen wurde.
Die Familie blieb nicht lange in Großeicholzheim, obwohl Julius Fehr später offenbar regelmäßig dorthin und in den weiteren Umkreis des Ortes zurückkehrte, um die Familie zu besuchen und zu zeichnen oder malen. Wahrscheinlich hatte sein Umzug in die Großstadt finanzielle Gründe: 1895 übersiedelte zunächst Julius Fehr, später auch seine Frau mit den Kindern nach Mannheim. Dort eröffnete Julius Fehr eine Malschule. Außerdem unterrichtete er Zeichnen an der Gewerbeschule. In seiner Mannheimer Zeit schuf er offenbar vor allem Porträts, die sehr gelobt wurden.
Sein Vater Jakob Fehr starb am ersten Tag des Jahres 1900, nachdem er längere Zeit gekränkelt hatte. Im Dezember desselben Jahres starb auch Julius Fehr, laut einer Notiz seiner Witwe an einer plötzlichen Herzlähmung und nach nur zweitägigem Krankenlager. Sein Leichnam wurde nach Großeicholzheim überführt und neben dem des Vaters bestattet. Das Grab existiert nicht mehr.

## Nachkommen und Nachwirkung
Julius Fehrs Witwe kehrte mit den drei kleinen Kindern zunächst nach Großeicholzheim zurück und bezog dort wieder das Haus in der Butzengasse 2. Die Tochter Olga wurde 1903 von Verwandten in Amerika aufgenommen. Die beiden anderen Töchter besuchten später nach einem erneuten Umzug der Familie in Karlsruhe die Höhere Töchterschule. Elisabeth Fehr heiratete später nach Belgrad. Dorthin folgte ihr ihre Mutter nach dem Ersten Weltkrieg. Olga Fehr, geb. Lewering, starb 1923 in Jugoslawien.
Töchter und Enkelkinder Julius Fehrs setzten die künstlerischen Traditionen der Familie Fehr zum Teil fort. Die Tochter Olga wurde Malerin in New Hampshire, Elisabeth Fehr, die erst 1974 starb, wurde die Mutter eines jugoslawischen Kunstmalers und Karikaturisten und Ida Fehr, die 1941 in Adelsheim starb, betätigte sich in Esslingen am Neckar als Fotografin und Schauspielerin. Deren Sohn Edgar Lünig, ebenfalls Fotograf, sammelte und bewahrte später die Werke seines Großvaters und seines Urgroßvaters, die nach dem Zweiten Weltkrieg noch aufzuspüren waren, in Bad Friedrichshall.